# Talsint
Talsint (àrab: تالسينت, Tālsīnt; amazic estàndard marroquí: ⵜⴰⵍⵙⵉⵏⵜ, Talsint) és una comuna rural de la província de Figuig, a la regió de L'Oriental, al Marroc. Segons el cens de 2014 tenia una població total de 16.166 persones. Els seus habitants formen part de les tribus Aït Hamou Ousad, Aït Hadou Belahsen, Belboul, Aït Saïd Oulahsen, Aït Ali Ousaid i El Bour.
Talsint va gaudir d'una gran cobertura dels mitjans al Marroc quan el 20 d'agost de 2000, el rei Mohammed VI va anunciar el descobriment de quantitats substancials de petroli i reserves de gas natural a la regió. Recerques posteriors van revelar que això era fals.